# Maura Tombelli
Maura Tombelli   (Montelupo Fiorentino, 8 de novembre de 1952) és una astrònoma aficionada italiana que va començar la seva formació en astronomia com a observadora d'estrelles variables. És una prolífica descobridora de gairebé 200 planetes menors, inclòs l'asteroide del cinturó principal 7794 Sanvito, i membre de l'Associació Americana d'Observadors d'Estrelles Variables (AAVSO).

## Carrera professional
És coneguda com l'única astrometrista italiana.
Juntament amb els astrònoms italians Ulisse Munari i Giuseppe Forti, va iniciar una recerca de cinc anys de planetes menors a l'Observatori Astrofísic d'Asiago el 1994. També va compartir moltes observacions amb els descobridors, especialment el seguiment d'objectes propers a la Terra (NEO), i va contribuir al descobriment de 15817 Lucianotesi, el primer NEO trobat a Itàlia. Actualment està involucrada en un projecte per construir un nou observatori (Osservatorio di Montelupo) prop de la ciutat de Montelupo, on viu.

## Reconeixements
L'asteroide del cinturó principal 9904 Mauratombelli, descobert pels astrònoms italians Andrea Boattini i Luciano Tesi el 1997, va ser anomenat en honor seu.

## Llista de planetes menors descoberts
| 6876 Beppeforti    | 5 de setembre de 1994 | MPC [A] |
| 7141 Bettarini     | 12 de març de 1994    | MPC [A] |
| 7196 Baroni        | 16 de gener de 1994   | MPC [A] |
| 7197 Pieroangela   | 16 de gener de 1994   | MPC [A] |
| 7198 Montelupo     | 16 de gener de 1994   | MPC [A] |
| 7481 San Marcello  | 11 d'agost de 1994    | MPC [A] |
| 7599 Munari        | 3 d'agost de 1994     | MPC [A] |
| 7679 Asiago        | 15 de febrer de 1996  | MPC [B] |
| 7715 Leonidarosino | 14 de febrer de 1996  | MPC [B] |
| 7794 Sanvito       | 15 de gener de 1996   | MPC [B] |
| 7847 Mattiaorsi    | 14 de febrer de 1996  | MPC [B] |
| 7900 Portule       | 14 de febrer de 1996  | MPC [B] |
| 7957 Antonella     | 17 de gener de 1994   | MPC [A] |
| 8885 Sette         | 13 de març de 1994    | MPC [C] |
| 8925 Boattini      | 4 de desembre de 1996 | MPC [B] |
| 8944 Ortigara      | 30 de gener de 1997   | MPC [B] |
| 9425 Marconcini    | 14 de febrer de 1996  | MPC [B] |
| 9426 Aliante       | 14 de febrer de 1996  | MPC [B] |
| 9427 Righini       | 14 de febrer de 1996  | MPC [B] |
| 9897 Malerba       | 14 de febrer de 1996  | MPC [B] |
| 10149 Cavagna      | 3 d'agost de 1994     | MPC [A] |
| 10176 Gaiavettori  | 14 de febrer de 1996  | MPC [B] |
| 10198 Pinelli      | 6 de desembre de 1996 | MPC [B] |
| 10591 Caverni      | 13 d'agost de 1996    | MPC [D] |
| 10928 Caprara      | 25 de gener de 1998   | MPC [D] |

| 11337 Sandro         | 10 d'agost de 1996     | MPC [D] |
| 11348 Allegra        | 30 de gener de 1997    | MPC [B] |
| 11621 Duccio         | 15 d'agost de 1996     | MPC [D] |
| 12033 Anselmo        | 31 de gener de 1997    | MPC [B] |
| 12044 Fabbri         | 29 de març de 1997     | MPC [D] |
| 12433 Barbieri       | 15 de gener de 1996    | MPC [B] |
| 12470 Pinotti        | 31 de gener de 1997    | MPC     |
| 12811 Rigonistern    | 14 de febrer de 1996   | MPC [B] |
| 12812 Cioni          | 14 de febrer de 1996   | MPC [B] |
| 12813 Paolapaolini   | 14 de febrer de 1996   | MPC [B] |
| 12814 Vittorio       | 13 de febrer de 1996   | MPC [B] |
| 12927 Pinocchio      | 30 de setembre de 1999 | MPC [E] |
| 13147 Foglia         | 24 de febrer de 1995   | MPC     |
| 13174 Timossi        | 14 de febrer de 1996   | MPC [B] |
| 13638 Fiorenza       | 14 de febrer de 1996   | MPC [B] |
| 13740 Lastrucci      | 18 de setembre de 1998 | MPC [F] |
| 14061 Nagincox       | 13 de febrer de 1996   | MPC [B] |
| 14062 Cremaschini    | 14 de febrer de 1996   | MPC [B] |
| 14568 Zanotta        | 19 de juliol de 1998   | MPC [A] |
| 14659 Gregoriana     | 15 de gener de 1999    | MPC [D] |
| 14919 Robertohaver   | 6 d'agost de 1994      | MPC [A] |
| 14947 Luigibussolino | 15 de gener de 1996    | MPC [B] |
| 14953 Bevilacqua     | 13 de febrer de 1996   | MPC [D] |
| 15004 Vallerani      | 7 de desembre de 1997  | MPC [D] |
| 15005 Guerriero      | 7 de desembre de 1997  | MPC [B] |

| 15006 Samcristoforetti | 27 de febrer de 1998   | MPC [D] |
| 15034 Décines          | 16 de novembre de 1998 | MPC [E] |
| 15360 Moncalvo         | 14 de febrer de 1996   | MPC [D] |
| 15375 Laetitiafoglia   | 30 de gener de 1997    | MPC [B] |
| 15418 Sergiospinelli   | 27 de febrer de 1998   | MPC [D] |
| 15817 Lucianotesi      | 28 d'agost de 1994     | MPC [A] |
| 15837 Mariovalori      | 25 de febrer de 1995   | MPC     |
| 15853 Benedettafoglia  | 16 de gener de 1996    | MPC [B] |
| 15855 Mariasalvatore   | 14 de febrer de 1996   | MPC [B] |
| 15968 Waltercugno      | 27 de febrer de 1998   | MPC [G] |
| (16152) 1999 YN12      | 30 de desembre de 1999 | MPC [E] |
| 16154 Dabramo          | 1 de gener de 2000     | MPC [A] |
| 16672 Bedini           | 17 de gener de 1994    | MPC [A] |
| 16879 Campai           | 24 de gener de 1998    | MPC [A] |
| 17019 Aldo             | 23 de febrer de 1999   | MPC [D] |
| 17077 Pampaloni        | 25 d'abril de 1999     | MPC [A] |
| 17720 Manuboccuni      | 7 de desembre de 1997  | MPC     |
| 18431 Stazzema         | 16 de gener de 1994    | MPC [A] |
| 18441 Cittadivinci     | 5 d'agost de 1994      | MPC [A] |
| 18583 Francescopedani  | 7 de desembre de 1997  | MPC [A] |
| 18627 Rogerbonnet      | 27 de febrer de 1998   | MPC [G] |
| (18628) 1998 DJ33      | 27 de febrer de 1998   | MPC [D] |
| 18631 Maurogherardini  | 27 de febrer de 1998   | MPC [A] |
| 19331 Stefanovitale    | 4 de desembre de 1996  | MPC [G] |
| 20081 Occhialini       | 12 de març de 1994     | MPC [C] |

| 20194 Ilarialocantore  | 30 de gener de 1997    | MPC [G] |
| 20195 Mariovinci       | 30 de gener de 1997    | MPC [B] |
| 20200 Donbacky         | 28 de febrer de 1997   | MPC [D] |
| 21256 Robertobattiston | 14 de febrer de 1996   | MPC [G] |
| 22401 Egisto           | 24 de febrer de 1995   | MPC     |
| 22517 Alexzanardi      | 26 de febrer de 1998   | MPC [D] |
| (22752) 1998 VS34      | 15 de novembre de 1998 | MPC [A] |
| 23608 Alpiapuane       | 15 de gener de 1996    | MPC [B] |
| 24856 Messidoro        | 15 de gener de 1996    | MPC [G] |
| 24857 Sperello         | 15 de gener de 1996    | MPC [B] |
| 24890 Amaliafinzi      | 4 de desembre de 1996  | MPC [G] |
| 25301 Ambrofogar       | 7 de desembre de 1998  | MPC [A] |
| 25601 Francopacini     | 1 de gener de 2000     | MPC [E] |
| (26499) 2000 CX1       | 4 de febrer de 2000    | MPC [A] |
| (27005) 1998 DR35      | 27 de febrer de 1998   | MPC [D] |
| 27130 Dipaola          | 8 de desembre de 1998  | MPC [A] |
| (27269) 2000 AB3       | 3 de gener de 2000     | MPC [A] |
| 27923 Dimitribartolini | 4 de desembre de 1996  | MPC [B] |
| 27983 Bernardi         | 26 d'octubre de 1997   | MPC [A] |
| 28007 Galhassin        | 7 de desembre de 1997  | MPC [A] |
| 29346 Mariadina        | 25 de febrer de 1995   | MPC     |
| (29363) 1996 CW8       | 14 de febrer de 1996   | MPC [B] |
| 29547 Yurimazzanti     | 25 de gener de 1998    | MPC [B] |
| (29549) 1998 BB44      | 25 de gener de 1998    | MPC [A] |
| (29550) 1998 BE44      | 25 de gener de 1998    | MPC [D] |

| 29761 Lorenzo      | 13 de febrer de 1999   | MPC [H] |
| (30585) 2001 PE14  | 14 d'agost de 2001     | MPC [A] |
| (31091) 1997 BE9   | 30 de gener de 1997    | MPC [B] |
| 31153 Enricaparri  | 26 d'octubre de 1997   | MPC [D] |
| 31605 Braschi      | 10 d'abril de 1999     | MPC [A] |
| (33031) 1997 RX    | 1 de setembre de 1997  | MPC [A] |
| (33054) 1997 UU14  | 26 d'octubre de 1997   | MPC [A] |
| (33162) 1998 DT35  | 27 de febrer de 1998   | MPC [D] |
| 33480 Bartolucci   | 4 d'abril de 1999      | MPC [E] |
| 33823 Mariorigutti | 3 de febrer de 2000    | MPC [A] |
| 34004 Gregorini    | 30 de juliol de 2000   | MPC [I] |
| 34696 Risoldi      | 21 de juliol de 2001   | MPC [A] |
| 35222 Delbarrio    | 4 de desembre de 1994  | MPC     |
| 35358 Lorifini     | 27 de setembre de 1997 | MPC [E] |
| (35444) 1998 BU43  | 25 de gener de 1998    | MPC [B] |
| (35464) 1998 DC33  | 27 de febrer de 1998   | MPC [D] |
| (35465) 1998 DF33  | 27 de febrer de 1998   | MPC [B] |
| 35703 Lafiascaia   | 20 de març de 1999     | MPC [F] |
| (37313) 2001 QC    | 16 d'agost de 2001     | MPC [A] |
| (37835) 1998 BC44  | 25 de gener de 1998    | MPC [B] |
| (37836) 1998 BD44  | 25 de gener de 1998    | MPC [B] |
| (39871) 1998 DB33  | 27 de febrer de 1998   | MPC [D] |
| (39875) 1998 DS35  | 27 de febrer de 1998   | MPC [D] |
| 43881 Cerreto      | 25 de febrer de 1995   | MPC [G] |
| (43923) 1996 CX8   | 14 de febrer de 1996   | MPC [B] |

| 44574 Lavoratti   | 4 d'abril de 1999      | MPC [E] |
| (44715) 1999 TZ5  | 2 d'octubre de 1999    | MPC [A] |
| (46701) 1997 CP29 | 7 de febrer de 1997    | MPC [B] |
| 46702 Linapucci   | 28 de febrer de 1997   | MPC [D] |
| (47473) 2000 AU2  | 1 de gener de 2000     | MPC [A] |
| (48842) 1998 BA44 | 25 de gener de 1998    | MPC [D] |
| (50275) 2000 CU1  | 4 de febrer de 2000    | MPC [A] |
| (50537) 2000 EH14 | 3 de març de 2000      | MPC [E] |
| (51874) 2001 PZ28 | 15 d'agost de 2001     | MPC [A] |
| (52426) 1994 PF   | 5 d'agost de 1994      | MPC [A] |
| (53053) 1998 XH9  | 12 de desembre de 1998 | MPC [D] |
| 54852 Mercatali   | 22 de juliol de 2001   | MPC [E] |
| (54983) 2001 QE   | 16 d'agost de 2001     | MPC [A] |
| 55418 Bianciardi  | 13 d'octubre de 2001   | MPC [E] |
| (56073) 1998 YO10 | 26 de desembre de 1998 | MPC [A] |
| (56361) 2000 CW1  | 4 de febrer de 2000    | MPC [A] |
| (57076) 2001 OY16 | 22 de juliol de 2001   | MPC [A] |
| 58572 Romanella   | 7 de setembre de 1997  | MPC [D] |
| (58702) 1998 BX43 | 25 de gener de 1998    | MPC [D] |
| (63463) 2001 OR12 | 20 de juliol de 2001   | MPC [E] |
| 65848 Enricomari  | 30 de gener de 1997    | MPC     |
| (66000) 1998 OE1  | 20 de juliol de 1998   | MPC [A] |
| (66250) 1999 GZ   | 4 d'abril de 1999      | MPC [A] |
| (69585) 1998 DN35 | 27 de febrer de 1998   | MPC [A] |
| 70444 Genovali    | 9 d'octubre de 1999    | MPC [E] |

| (71221) 1999 YL9     | 31 de desembre de 1999 | MPC [E] |
| 71489 Dynamocamp     | 4 de febrer de 2000    | MPC [E] |
| (72841) 2001 HC32    | 27 d'abril de 2001     | MPC [A] |
| (75887) 2000 CS34    | 4 de febrer de 2000    | MPC [E] |
| (79810) 1998 VL33    | 15 de novembre de 1998 | MPC [A] |
| 82638 Bottariclaudio | 7 d'agost de 2001      | MPC [E] |
| 84120 Antonacci      | 4 de setembre de 2002  | MPC [J] |
| (85368) 1996 CQ7     | 14 de febrer de 1996   | MPC [B] |
| (85515) 1997 UT24    | 26 d'octubre de 1997   | MPC [B] |
| (85819) 1998 XF9     | 12 de desembre de 1998 | MPC [A] |
| (86375) 2000 AT2     | 1 de gener de 2000     | MPC [E] |
| (88371) 2001 PF15    | 14 d'agost de 2001     | MPC [A] |
| (89734) 2002 AH      | 4 de gener de 2002     | MPC [A] |
| (91146) 1998 OA1     | 20 de juliol de 1998   | MPC [E] |
| (91900) 1999 VV11    | 5 de novembre de 1999  | MPC [E] |
| (94634) 2001 WQ14    | 21 de novembre de 2001 | MPC [E] |
| (99388) 2002 AL      | 4 de gener de 2002     | MPC [A] |
| (99389) 2002 AN      | 5 de gener de 2002     | MPC [E] |
| (100726) 1998 BY43   | 25 de gener de 1998    | MPC [A] |
| (101493) 1998 XB3    | 7 de desembre de 1998  | MPC [A] |
| (103248) 2000 AZ4    | 2 de gener de 2000     | MPC [A] |
| (108702) 2001 OX16   | 21 de juliol de 2001   | MPC [D] |
| (108952) 2001 PD29   | 15 d'agost de 2001     | MPC [A] |
| (118233) 1997 BX6    | 30 de gener de 1997    | MPC [B] |
| (121017) 1999 BG4    | 19 de gener de 1999    | MPC [A] |

| (126161) 2002 AK | 4 de gener de 2002     | MPC [A] |
| (135041) 2001 OU12 | 21 de juliol de 2001   | MPC [E] |
| (136848) 1998 BF44 | 25 de gener de 1998    | MPC [B] |
| (139231) 2001 HW16 | 22 d'abril de 2001     | MPC [E] |
| (139414) 2001 OR16 | 20 de juliol de 2001   | MPC [A] |
| (145966) 1999 YM16 | 30 de desembre de 1999 | MPC [A] |
| (148206) 2000 CL97 | 13 de febrer de 2000   | MPC [E] |
| (148525) 2001 QG | 16 d'agost de 2001     | MPC [A] |
| (150713) 2001 QF | 16 d'agost de 2001     | MPC [E] |
| (153321) 2001 OW16 | 21 de juliol de 2001   | MPC [A] |
| (155926) 2001 PE29 | 15 d'agost de 2001     | MPC [E] |
| (155997) 2001 RP16 | 12 de setembre de 2001 | MPC [A] |
| (159421) 1999 TN10 | 8 d'octubre de 1999    | MPC [E] |
| (165694) 2001 PQ28 | 14 d'agost de 2001     | MPC [A] |
| (165912) 2001 TE7 | 11 d'octubre de 2001   | MPC [E] |
| (190730) 2001 PY13 | 13 d'agost de 2001     | MPC [A] |
| (194837) 2002 AJ | 4 de gener de 2002     | MPC [A] |
| (219829) 2002 CR39 | 7 de febrer de 2002    | MPC [E] |
| (297314) 1998 XV2 | 7 de desembre de 1998  | MPC [A] |
| (313036) 2000 PL | 2 d'agost de 2000      | MPC [E] |
| (317000) 2001 PY28 | 13 d'agost de 2001     | MPC [A] |
| (363124) 2001 PO28 | 13 d'agost de 2001     | MPC [E] |
| - A A. Boattini - B U. Munari - C V. Goretti - D G. Forti - E L. Tesi - F E. Masotti - G C. Casacci - H S. Bartolini - I D. Guidetti - J F. Bernardi |                        |         |